# CITIC Pacific Special Steel Group
De CITIC Pacific Special Steel Group (Chinees: 中信泰富特钢集团股份有限公司) is een Chinese groep staalbedrijven. De groep is zelf een onderdeel van CITIC Pacific uit Hong Kong, die op zijn beurt een onderdeel is van het conglomeraat CITIC Limited, dat dan weer tot de Chinese CITIC Group behoort.
CITIC Special Steel produceerde in 2020 zo'n 14 miljoen ton ruwstaal en behoorde daarmee tot 's werelds dertig grootste staalproducenten.

## Activiteiten
CITIC Special Steel produceert platen, staven, walsdraad, smeedstaal en naadloze buizen in extra sterke en duurzame staalsoorten die verder worden verwerkt tot motoronderdelen, kogellagers, tandwielen, veren, kettingen en dergelijke meer. Die worden onder meer toegepast in de auto-industrie, machinebouw, energie-installaties, hoogbouw en bruggen.
De groep is 's werelds grootste producent van speciaalstaal. De productiecapaciteit bedraagt zo'n 16 miljoen ton op jaarbasis. Staven maken bijna de helft van de productie uit. De grootste afnemers zijn de auto-industrie met een aandeel van zowat een derde en de machinebouw met bijna een kwart. Ongeveer 10 procent wordt geëxporteerd naar onder meer Zuidoost-Azië, de Verenigde Staten en de Europese Unie. In 2014 werd nog zo'n 18 procent van de productie geëxporteerd.
Zusterbedrijf CITIC Mining International bezit aanzienlijke mijnbouwrechten in het westen van Australië. In 2021 werd vanuit dat land zo'n 21 miljoen ton ijzerertsconcentraat aangevoerd voor de staalfabrieken.

### Fabrieken
De fabrieken zijn allen nabij een kusthaven of langs de Yangtzerivier gevestigd, wat een logistiek voordeel oplevert.
| fabriek                                | plaats    | activiteit                          | capaciteit/jaar                  |
| -------------------------------------- | --------- | ----------------------------------- | -------------------------------- |
| Jiangyin Xingcheng Special Steel Works | Jiangyin  | staven, platen                      | 6,9 mt speciaalstaal             |
| Daye Special Steel                     | Huangshi  | staven, naadloze buizen, smeedstaal | 4,3 mt speciaalstaal, 4 mt staal |
| Qingdao Special Iron and Steel         | Qingdao   | staven, walsdraad                   | 4,2 mt speciaalstaal             |
| Jingjiang Special Steel                | Jingjiang | staven, naadloze buizen             | 700 kt staven, 600 kt buizen     |
| Tongling Pacific Special Materials     | Tongling  | cokes                               | 3 mt cokes                       |
| Yangzhou Pacific Special Materials     | Yangzhou  | verwerking van ijzererts            | 6 mt pellets, 3 mt poeder        |
| Pacific Special Steel Suspension       | Jinan     | verenstaal                          | 150 kt verenstaal                |
| Zhejiang Pacific Seamless Steel Tube   | Shaoxing  | (roestvaste) naadloze buizen        | 180 kt buizen                    |

## Geschiedenis
De CITIC Pacific Special Steel Group werd in 2008 opgericht in Shanghai, maar verhuisde in 2016 naar nabijgelegen Jiangyin. De groep resorteerde onder CITIC Pacific uit Hong Kong, dat zijn staalactiviteiten er in onder bracht. Die omvatten onder meer Daye Special Steel, wier geschiedenis teruggaat tot 1913, en de Jiangyin Xingcheng Special Steel Works, dat in 1993 was opgezet als een joint venture. De groep nam nadien nog verschillende staalbedrijven over en werd in 2019 gereorganiseerd en op de Beurs van Shenzhen genoteerd.
In 2021 kocht de groep 20,4 procent van de Tianjin Pipe Corporation, China's grootste producent van naadloze buizen, die sindsdien ook door de groep wordt beheerd.